# Cedrzyk wonny
Cedrzyk wonny, cedrówka wonna, cedrela wonna, cedr tabasko (Cedrela odorata) – gatunek drzewa z rodziny meliowatych. Pochodzi z Ameryki Środkowej – z Meksyku, Ameryki Centralnej i Antyli.

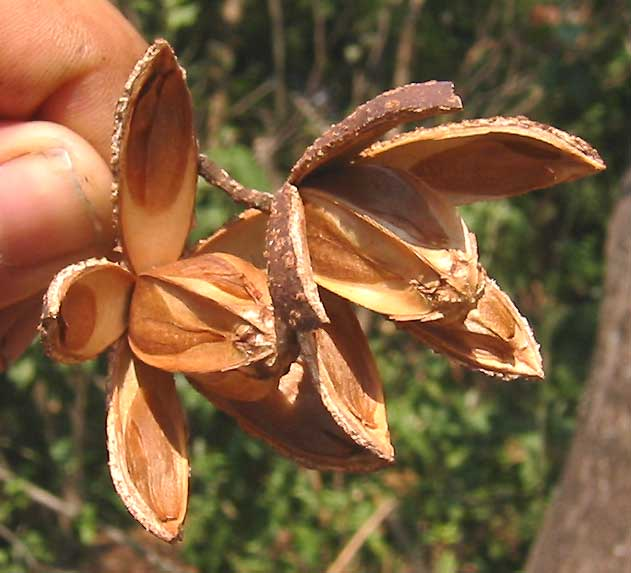
Uskrzydlony owoc cedrzyka wonnego

## Morfologia
Wysokie drzewo do 30 m z szarobrązową korą. Pierzaste liście złożone są z 14-18 par podłużnych listków. Listki jajowatokształtne. Kwiaty drobne w kolorze żółtawobiałym. Owocem jest torebka z uskrzydlonymi nasionami.

## Zastosowanie
Miękkie i lekkie drewno o korzennym zapachu używane jest m.in. w przemyśle meblarskim. Ze względu na właściwości drewno nie jest atakowane przez szkodniki.